# مجزرة مواصي خان يونس (سبتمبر 2024)
مجزرة مواصي خان يونس (سبتمبر 2024) هي مجزرةٌ ارتكبتها القوات الجوية الإسرائيلية في منطقة المواصي في خان يونس جنوب قطاع غزة في الساعات الأولى من العاشر من أيلول/سبتمبر 2024. استهدفت الغارات الجوية خيم النازحين الفلسطينيين المقامة على التراب، وعبر صواريخ شديدة الانفجار تسبّبت في حفر عميقة. نجم عن هذه المجزرة الإسرائيليّة مقتل 40 فلسطينيًا وإصابة 60 آخرين، بينهم عائلات كاملة انتُشلت جثثهم من تحت الأنقاض. زعمَ الجيش الإسرائيلي استهدافه مركز قيادة تابع للمقاومة في الموقع مثلما فعل في عشرات المجازر من قبل، بينما نفت الفصائل الفلسطينية (حماس والجهاد الإسلامي تحديدًا) كل هذه الأخبار محمّلة إسرائيل والإدارة الأمريكية مسؤوليّة ما حصل.

## خلفية
عملية طوفان الأقصى
أطلقت حركتي حماس والجهاد في السابع من تشرين الأول/أكتوبر 2023 عملية عسكرية واسعة النطاق سمَّتها عملية طوفان الأقصى حيث شنت هجمات منسقة على المواقع العسكرية والمستوطنات الإسرائيلية المحاذية لقطاع غزّة. تُعتبر هذه العملية أبرز وأكبر العمليات التي شنّتها المقاومة الفلسطينية ضدّ إسرائيل في تاريخ الصراع الفلسطيني الإسرائيلي وقد أدت إلى حربٍ كبيرة وتصعيدٍ متفاوت على عدّة جبهات.
الحرب الإسرائيلية الفلسطينية
شنّت إسرائيل خلال الحرب آلاف الغارات الجويّة المكثفة على مختلف مدن ومناطق القطاع فضلًا عن التوغّل البري الذي شمل قصفًا مدفعيًا على الأرض. ارتكبت إسرائيل خلال هذه الحرب مئات المجازر بحق المدنيين الفلسطينيين، وذلك في استهدافاتها المتعمَّدة للأحياء السكنية والمستشفيات والمدارس مخلّفةً أعدادًا كبيرة من القتلى والجرحى وسط دمارٍ هائل.
مجزرة مواصي خان يونس في يوليو 2024
تعرضت خان يونس ومنطقة المواصي لغارات عنيفة طوال الحرب، وشهدت منطقة المواصي مجزرة مروّعة في تموز/يوليو 2024 حينما استهدفت القوات الإسرائيلية خيام النازحين في منطقة تُعتبر آمنة، حيث لجأ إليها آلاف الأشخاص. قُتل في هذه المجزرة أزيد من 90 فلسطينيًا وجُرح مئات آخرون. جاء القصف بعد أن نصحت السلطات الإسرائيلية النازحين باللجوء إلى هذه المنطقة، أما معظم الضحايا كانوا من النساء والأطفال، كما أن فرق الإغاثة التي حاولت إنقاذ المصابين تعرضت هي الأخرى للقصف، مما أدى إلى سقوط ضحايا إضافيين من المسعفين.

## المجزرة

### الصواريخ الإسرائيلية
شنّت المقاتلات الإسرائيلية في تمامِ الواحدة والنصف بالتوقيت المحلّي (جرينتش +03) سلسلة غاراتٍ عنيفة وبقنابل ذات قوة تفجيريّة عالية على خيام نازحين في منطقة المواصي بخان يونس (جنوب القطاع)، سُرعان ما وصل الصحفيون والفلسطينيون لعينِ المكان بالإضافة لطواقم الإسعاف محاولين جاهدين إنقاذ ما يُمكن إنقاذه. أظهرت مقاطع فيديو مصوّرة الناس جنبًا إلى جنبٍ مع المسعفين وهم يحفرون بأيديهم وأدواتهم البدائية المتواضعة في محاولة للبحثِ عمّا تبقى من الجثث التي قُطّع بعضها لأطراف من شدّة القصف. أكّد الدفاع المدني في بيانٍ أول أنّ الغارات الإسرائيلية استهدفت تجمّعًا يشملُ 20 خيمة على الأقل في منطقةٍ مأهولة بالسكان، كما وثقت نفس الجهة وجود 3 حفر كبيرة في المنطقة المقصوفة ناجمة عن الصواريخ التي ألقتها المقاتلات الحربيّة وهي صواريخ ارتجاجية ثقيلة تتسبب في دمار شديدٍ لكل من تواجد على مقربةٍ من الموقع وهلاكٍ لكل من تواجد في الموقع. أعلنَ المتحدث باسم الدفاع المدني أنّ هناك عائلات كاملة اختفت في مجزرة المواصي بين الرمال مثلما حصل مع عائلة فوجو) كما ووثّق الدفاع موضوع الحفر التي تسبّبت فيها الصواريخ حيث نشر صور ومقاطع فيديو لها ووصل عمقها إلى نحو 10 أمتارٍ تحتَ الأرض. بلغت حصيلة ضحايا هذه المجزرة بحسبِ بياناتٍ محدثة للدفاع المدني في غزة 40 قتيلًا و60 جريحًا.

### المزاعم الإسرائيلية
مثل أيّ مجزرة أخرى (وليس آخرها مجزرة في نفس الموقع في شهر يوليو من نفس العام) فإنّ جيش الاحتلال يُسارع لنشر بياناتٍ يزعمُ فيها أن المستهدف هو مركز قيادة وسيطرة تابع لحماس، زعم ذات الجيش في نفس البيان أنّه اتخذَ عديد الخطوات لتقليل احتمال إصابة المدنيين في الهجوم وهو ما لا يبدو صحيحًا على الإطلاق بالنظر لعدد الضحايا وهويّاتهم، كما زعم استخدامه ذخائر دقيقة ومراقبة جوية ومعلومات استخباراتية إضافية.
ردّت حماس من جهتها على بيان الجيش الإسرائيلي عبر بيانٍ مطوّلٍ لها قالت فيه إنّ «ادعاءات جيش الاحتلال الفاشي وجود عناصر من المقاومة في مكان الاستهداف هو كذب مفضوح»، وأكّدت الحركة أنّ المقاومة نفت مرارًا وجود أي من عناصرها بين التجمعات المدنية أو استخدام هذه الأماكن لأغراض عسكرية. هاجمت حركة الجهاد الإسلامي في فلسطين بدورها جيش الاحتلال وحمّلت في بيانٍ لها الإدارة الأمريكية مسؤوليّة هذه المجزرة باعتبارها المزوّد الرئيسي لإسرائيل بالأسلحة.

## القنابل المستخدمة

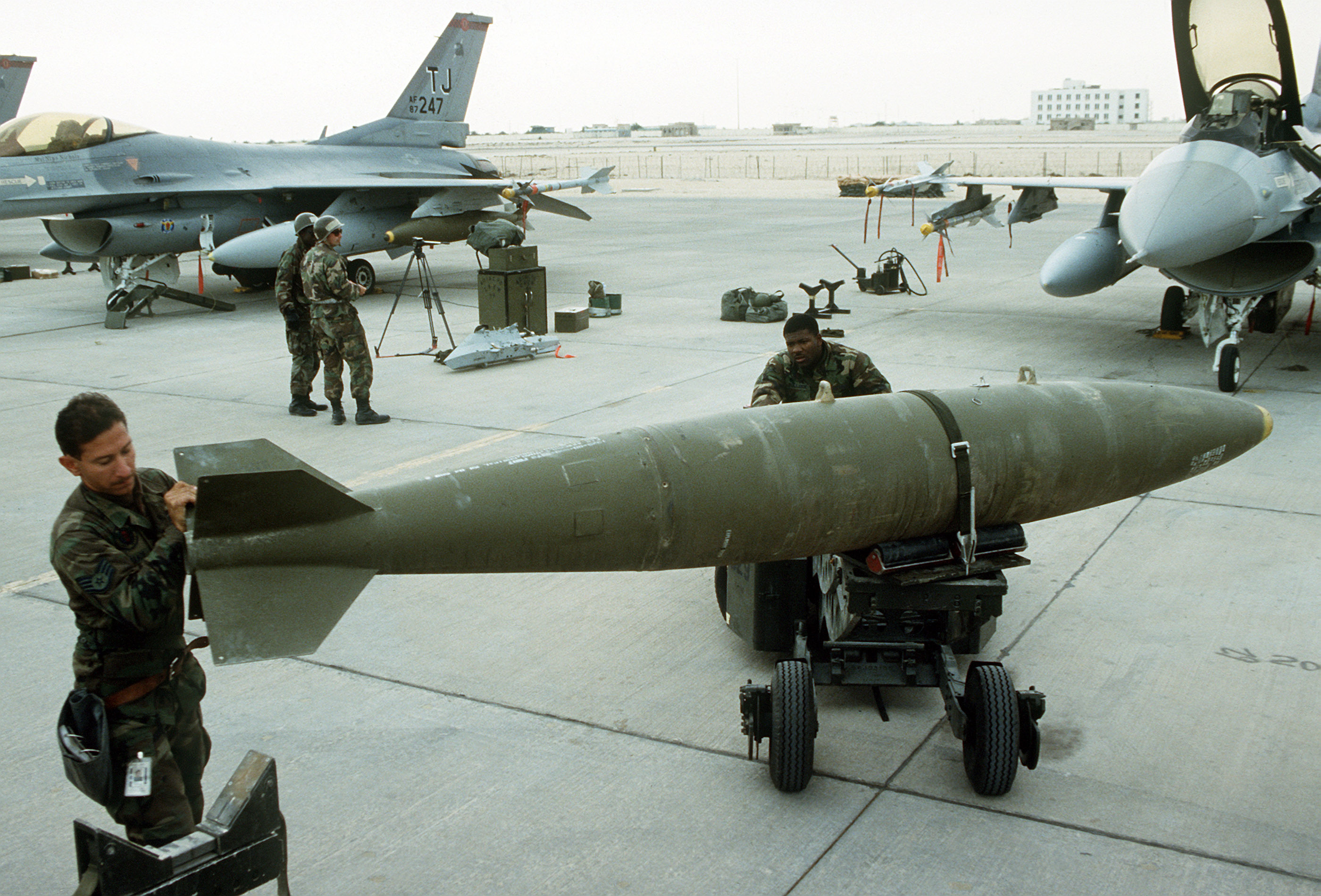
صورة سابقة لقنبلة مارك 84 الأمريكيّة وهي القنابل التي استعملتها إسرائيل في غاراتها على مواصي خان يونس فقتلت 40 فلسطينيًا وجرحت 60 آخرين.

وجدَ المرصد الأورومتوسطي لحقوق الإنسان في تحقيقاته أنّ القصف الإسرائيلي على منطقة المواصي تم بقنابل إم كي 84 أمريكية الصنع وهو اسمٌ آخر لقنبلة مارك 84. هذه الأخيرة هي قنبلة عامّة الاستخدام ضمن سلسلة قنابل مارك 80 التي تستخدمها القوات المسلحة الأمريكية. تُعرف هذه القنبلة باسمِ «القنبلة الحديدية» نظرًا لتصميمها غير الموجَّه، وتُعتبر من أقوى القنابل في هذه الفئة. يصل وزنها إلى حوالي 2,000 رطل (نحو 907 كيلوغرام)، وتحتوي على حمولة تفجيرية تصل إلى 945 رطل (429 كيلوغرام) من مزيجٍ من تي إن تي و‌مسحوق الألومنيوم. تتميز مارك 84 بقدرتها العالية على إلحاق أضرار كبيرة بالأهداف بفضل قوة انفجارها وقدرتها على اختراق التحصينات، وقد زوَّدت واشنطن نظيرتها تل أبيب بهذا النوع من القنابل. خلص تحقيق وتقرير المرصد الأورومتوسطي إلى أنّ استخدام قنابل ذات تدمير واسع مؤشر إلى نية قتل أكبر عدد من المدنيين.

## الضحايا
الشهداء
من الضحايا ممن تم التعرف عليهم هم:
1. أسيل ياسر العرجا
2. دعاء عنتر فوجو
3. يوسف أحمد فوجو
4. أحمد خالد فوجو
5. ندى احمد فوجو
6. شيماء جبر الشاعر
7. ألين رائد معمر
8. أحمد زياد حسونة - عناية
9. سالم عبد الجابر الشاعر
10. رهان زايد الشاعر
11. محمود فوزي الشاعر
12. طارق عرفات القاضي - رفح

بالإضافة لـ
1. هشام ابو بكرة - رفح
2. خالد ابو سنيمة - رفح

(وصلت جثامينهم لمستشفى الأوروبي)

## ردود الفعل

### فلسطين
تركّزت أغلب ردود الفعل الفلسطينيّة في إدانة مجزرة الاحتلال ونفي ما يُروّج له الإعلام العبري من ادعاءات ومزاعم بخصوص وجود مقاومين في المكان المستهدف وخاصّة حركتي حماس والجهاد الناشطتين في قطاع غزّة واللتان تخوضان المعركة ضدّ إسرائيل، حمّلت الرئاسة الفلسطينية من جهتها هذه المرّة وفي بيانٍ غير معهود الإدارة الأمريكية مسؤولية المجزرة واستمرار اقتحام مدن ومخيمات الضفة الغربية، لافتةً إلى أنه يجبُ على إسرائيل والإدارة الأمريكية أن تُدركانٍ أنّ المنطقة بأسرها على حافة الانفجار الشامل. وقالت الرئاسة الفلسطينية في بيان للمتحدث نبيل أبو ردينة: «إن استمرار حرب الإبادة الجماعية والمجازر المرتكبة بحق الشعب الفلسطيني، بدعم أمريكي جعلت المنطقة في مهب الريح» وحمل أبو ردينة إدارة الرئيس الأمريكي جو بايدن والاحتلال الإسرائيلي «مسؤولية المجزرة الجديدة في مواصي خان يونس، والتي أدت لاستشهاد وجرح المئات من الفلسطينيين».
وفي بيان مشترك، قالت الفصائل الفلسطينية إنّ «خيام نازحي غزة أصبحت أفراناً للمحرقة الصهيونازية الجديدة»، مشيرة إلى أنّ «ادعاءات العدو وتبريراته الواهية لارتكابه هذه المجزرة وغيرها أضحت لا تنطلي على أحد»، ودعت الفصائل أبناء الشعب الفلسطيني في كل أماكن تواجدهم إلى «الاستمرار في المقاومة وتصعيد المواجهة مع العدو الصهيو-نازي أينما وجد».
- حركة حماس: نفت الحركة ادعاءات جيش الاحتلال الإسرائيلي «وجود أي من عناصرها بين التجمعات المدنية أو استخدام هذه الأماكن لأغراض عسكرية» معتبرةً أنّه «كذب مفضوح» يسعى من خلاله الاحتلال لتبرير جرائمه وأدانت المجزرة وقالت إن «الاستهداف الوحشي في منطقة كان الاحتلال أعلنها آمنة يؤكد مضي حكومته النازية في حرب الإبادة ضد شعبنا الفلسطيني والتي تتعمد ارتكاب المجازر البشعة بغطاء كامل من الإدارة الأميركية الشريكة في العدوان غير مكترثة بالقانون الدولي أو الإنساني أو القرارات الداعية لوقف العدوان»، وطالبت المجتمع الدولي والأمم المتحدة والمؤسسات السياسية والإنسانية والقضائية «بالاضطلاع بمسؤوليتهم بوقف هذه المحرقة» داعية إيّاها لاتخاذ الإجراءات الكفيلة «بسوق مجرمي الحرب الصهاينة إلى محكمة الجنايات الدولية ومحاسبتهم».[19]
- حركة الجهاد الإسلامي في فلسطين: أدانت المجزرة وقالت أنّها «جريمة حرب جديدة تتحمل مسؤوليتها الإدارة الأميركية التي تزود الكيان بالأسلحة» وشددت على أنّ «استمرار الدول المطبّعة في استقبال ممثلي الكيان على أراضيها هي طعنة في ظهر شعبنا الفلسطيني» وقالت إنّها «تراهن على أمثال الشهيد الأردني ماهر الجازي في إيصال رسالة الشعوب العربية والمسلمة للإدارة الأميركية وكيان الاحتلال».[19]
- حركة فتح: أدانت الحركة المجزرة وقالت إنها «تضع العالم أجمع أمام مسؤولياته لوقف جرائم الاحتلال بحق شعبنا ومحاسبته على كل هذه الجرائم»، وأشارت إلى أنّ هذه الجريمة «تدلّل على مآرب حكومة الاحتلال الإباديّة، والتي تمارس القتل والإرهاب والمجازر والتجويع والحرمان من أبسط مقومات الحياة لتنفيذ مخططاتها منذ الـ7 من أكتوبر 2023» وأكدت أنّ «هذه المجزرة الشنعاء التي تأتي بعد سلسلة من المجازر اقترفها جيش الاحتلال باستخدام الأسلحة الأميركيّة تكشف زيف ادعاءات الاحتلال حول المناطق الآمنة» مؤكدةً أنّ «هذه المجازر الدمويّة تعبّر عن الطبيعة الفاشيّة لمنظومة الاحتلال الاستعماريّة التي تجد في الإبادة الجماعيّة وسيلةً لتطبيق مشاريعها التصفويّة لحقوق شعبنا»، وجددت تأكيدها أنّ «الشعب الفلسطيني سيبقى صامداً على أرض وطنه ولن يرحل وسيفشل مخططات الاحتلال مهما كان الثمن».[20]

### عربيًا
- مصر: أدانت وزارة الخارجية ببيان «بأشد العبارات» المجزرة وأعربت عن «استنكارها لاستمرار المجازر الإسرائيلية بحق المدنيين بقطاع غزة، وذلك في غياب أي تحرك دولي فاعل لوضع حد لهذه المعاناة الانسانية التي أصبحت تمثل تحدياً حقيقياً لمصداقية كافة المعايير والقيم الإنسانية وخرقاً لأبسط قواعد القانون الدولي الإنساني وحقوق الإنسان وأن استمرار ارتكاب هذه الجرائم بتلك الصورة وعدم الاكتراث بأرواح الأبرياء والمدنيين أصبح يشكل تهديداً للسلم والأمن والإقليميين والدوليين»، ودعت كافة الأطراف الفاعلة دولياً «للنأي عن سياسة المعايير المزدوجة والكيل بمكيالين، والاضطلاع بمسؤولياتها الإنسانية والأخلاقية لوقف تلك المأساة الإنسانية بصورة فورية».[21]
- السعودية: أعربت الخارجية السعوية عن «إدانة واستنكار السعودية الشديدين استهداف مواصي خان يونس واعتبرته اعتداء جديد لسلسلة متكررة من الانتهاكات لآلة الحرب الإسرائيلية على المدنيين العزَّل»، وجددت «رفضها القاطع استمرار جرائم الإبادة الجماعية الإسرائيلية» وطالبت بالوقف الفوري لإطلاق النار» وحملت المملكة قوات الاحتلال الإسرائيلية «كامل المسؤولية جرّاء استمرار خرقها الأعراف والقوانين الدولية والإنسانية كافة» وأكدت على «المسؤولية القانونية والإنسانية والأخلاقية الملقاة على عاتق المجتمع الدولي لتفعيل آليات المحاسبة الدولية ووضع حد لهذه الانتهاكات المستمرة للقانون الدولي وقرارات الشرعية الدولية من قِبل قوات الاحتلال الإسرائيلية».[22]
- قطر: أدانت الخارجية القطرية في بيان بأشد العبارات «المجزرة الوحشية» وأكدت أن «استمرار جرائم الاحتلال الشنيعة بحق المدنيين العزل وتحديه السافر للقوانين والأعراف الدولية ورغبته المسمومة في التصعيد العسكري بدلا من المسار السياسي هي نتيجة حتمية لصمت المجتمع الدولي وغياب المساءلة».[23]

### دوليًا
- تركيا: أدانت الخارجية التركية المجزرة، وقالت في بيان: «نُدين قتل إسرائيل عشرات الفلسطينيين المدنيين في الخيام التي يحتمون بها في ما يُسمى المنطقة الإنسانية، التي أعلنتها (إسرائيل) في خان يونس» ودعت «لمحاسبته على جرائمه في القطاع» وأكدت أن «مرتكبي هذه الجرائم سيحاسبون أمام القانون الدولي، مشددة على مواصلة الوقوف مع الفلسطينيين في نضالهم من أجل العدالة والحرية» وأن «حكومة نتنياهو التي تمارس الإبادة ضد الفلسطينيين أضافت جريمة جديدة إلى جرائم الحرب التي ترتكبها».[24]
- المملكة المتحدة: أعرب وزير الخارجية البريطاني ديفيد لامي عن صدمته إزاء الغارة الإسرائيلية التي طالت فجرًا جنوب قطاع غزة وأنها تظهر «الحاجة الى وقف إطلاق النار» وقال لامي في مؤتمر صحفي مشترك مع وزير الخارجية الأمريكي أنتوني بلينكن «أننا نجتمع في لحظة حاسمة - لحظة حاسمة لتأمين وقف إطلاق النار في غزة، حيث أن الوفيات المروعة في خان يونس هذا الصباح تؤكد فقط مدى الحاجة الماسة إلى وقف إطلاق النار».[25]
- الأمم المتحدة: أدان الأمين العام للأمم المتحدة أنطونيو غوتيريش الضربة، وندد المتحدث باسمه ستيفان دوجاريك باستخدام الأسلحة الثقيلة في المناطق المكتظة بالسكان ووصفه بأنه "غير مقبول". كما صرح دوجاريك بأنه "لا يوجد مكان آمن في غزة".[26] كما أدان مبعوث الأمم المتحدة للسلام في الشرق الأوسط تور وينسلاند الضربة على منطقة مكتظة بالسكان حيث كان النازحون يحترمون.[27]
- مجلس العلاقات الأمريكية الإسلامية: أدان المجلس لمجزرةووقال «تواصل الحكومة الإسرائيلية اليمينية المتطرفة استخدام قنابل بايدن التي تزن طنًا واحدًا» اتهم إسرائيل بقتل «الفلسطينيين كما لو كانوا خرافًا للذبح، وليسوا بشرًا يستحقون الحياة والحرية».[28]